# Eddie Fisher
Edwin Jack "Eddie" Fisher (10. august 1928 – 22. september 2010) var en amerikansk sanger og entertainer, der var særdeles populær i 1950'erne med store pladesalgstal og eget tv-show. Gennem store dele af sit liv vakte han desuden opmærksomhed om sit privatliv, der blandt andet omfattede ægteskaber med stjerner som Debbie Reynolds, Elizabeth Taylor og Connie Stevens.

## Karriere
Eddie Fisher indledte sin karriere som crooner i forskellige orkestre fra 1946. I 1949 blev han opdaget af en populær radiovært, der tog ham med i sit show, og Fisher slog straks an, hvorved han fik en pladekontrakt. Hans indkaldelse til militærtjeneste i 1951 satte en mindre bremse på karrieren, men efter et års tid blev han udpeget som officiel solist i den amerikanske hærs orkester, og han indspillede plader i hele sin indkaldelsesperiode.
Efter overstået militærtjeneste genvandt han hurtigt sin brede popularitet gennem optrædener på de bedste natklubber samt eget tv-show i perioden 1953-57. Blandt Fishers store hits tidligt i årtiet var "Thinking of You", "Any Time", "Lady of Spain". De blev fulgt op af en række hitlisteførstepladser med sange som "Wish You Were Here", "I'm Walking Behind You", "Oh! My Pa-Pa" og "I Need You Now". 
Han opnåede også et par filmroller, men karrieren fik et knæk, da hans skilsmisse fra Debbie Reynolds og efterfølgende ægteskab med Elizabeth Taylor skabte stor offentlig skandale, hvilket bl.a. hans tv-selskab ikke ville associeres med. Han søgte at klare problemerne med alkohol og narkotika, hvilket blot førte ham længere væk fra offentlighedens opmærksomhed. I 1983 forsøgte han at få et comeback som sanger, men det blev en fiasko, og han kom aldrig for alvor tilbage til scenen. 
I stedet skrev han et par selvbiografier med intime detaljer om sine ægteskaber, hvilket gav ham en vis opmærksomhed igen.

## Privatliv
Fisher var gift fem gange og fik fire børn.
I perioden 1955-59 var han gift med skuespilleren Debbie Reynolds, og parret fik to børn, hvoraf Carrie Fisher siden er blevet skuespiller. Fra 1959 var Eddie Fisher gift med Elizabeth Taylor, til denne i 1964 under stor opmærksomhed faldt for Richard Burton og derfor blev skilt fra Fisher. 
Næste hustru var sangeren og skuespilleren Connie Stevens, som Fisher blev gift med i 1967. Ægteskabet holdt dog kun to år, men parret fik to børn, Joely Fisher og Tricia Leigh Fisher, der begge er gået skuespillervejen. Efter et kort ægteskab 1975-76 med Terry Richard var Eddie Fisher alene indtil 1993, hvor han blev gift med Betty Lin, som han var gift med til hendes død i 2001.
Eddie Fisher døde 23. september 2010 som følge af komplikationer efter en hofteoperation.